# Amador Rodrigues de Lacerda Jordão

Armas do barão de São João do Rio Claro, as mesmas das famílias Rodrigues, Mendonça, Cunha e Lima.

Amador Rodrigues de Lacerda Jordão, primeiro e único barão de São João do Rio Claro, (São Paulo, 1825 – Rio de Janeiro, 31 de agosto de 1873) foi um político brasileiro, tendo sido deputado geral por São Paulo em diversas legislaturas.

## Vida
Filho do brigadeiro Manuel Rodrigues Jordão e de Gertrudes Galvão de Moura Lacerda. Casou-se com Maria Hipólita dos Santos Silva, filha de José Joaquim dos Santos Silva, barão de Itapetininga. Após enviuvar-se, a baronesa consorte de São João do Rio Claro casou-se em segundas núpcias com Joaquim Egídio de Sousa Aranha, marquês de Três Rios.
Uma de suas fazendas de café, construída em 1854 em Santa Gertrudes foi utilizada como cenário para a novela A Escrava Isaura da Rede Record, em 2004.